# Bernard Genghini
Bernard Genghini é um ex-futebolista francês. 

## Carreira
Ele competiu na Copa do Mundo FIFA de 1982, sediada na Espanha, na qual a seleção de seu país terminou na quarta colocação dentre os 24 participantes.